# یونیون استیشن (کانزاس سیتی)
یونیون استیشن (Union Station) نام ایستگاه مرکزی شهر کانزاس سیتی است. این پایانه یک بار در سال ۱۸۷۸ و بار دیگر در سال ۱۹۱۵ ساخته گردید.
این ساختمان در زمره آثار میراث ملی و تاریخی آمریکا به ثبت رسیده‌است.

## تاریخچه
در 8 آوریل 1878 ، یونیون دپو در یک مثلث باریک زمین در کانزاس سیتی بین خیابان یونیون و خطوط راه آهن راه آهن هانیبال و سنت جوزف در وست بوتمز امروزی افتتاح شد. که توسط کسانی که فکر می کردند بیش از حد بزرگ است ، "پناهگاه دیوانه وار شهرستان جکسون" نامگذاری شده است ، این دومین ایستگاه اتحادیه در کشور بود ، پس از یکی در ایندیاناپولیس. انبار جدید ترکیبی از سبک امپراتوری دوم و احیای گوتیک بود. معمار اصلی Asa Beebe Cross بود که "نمای بیرونی ساختمان را با برج های پیچیده با ارتفاع های مختلف ، پنجره های قوس دار قاب دار از سنگ و ردیف های خوابگاه هایی که از سقف شیب دار mansard بیرون می آمدند تزئین کرد". این برج دارای یک برج ساعت بالای ورودی اصلی بود که ارتفاع آن 125 فوت (38 متر) بود. در آغاز قرن بیستم ، بیش از 180 قطار روزانه از ایستگاه عبور می کردند و به شهری خدمت می کردند که جمعیت آن در طول ربع قرن اول فعالیت سه برابر شده بود. در سال 1903 ، کمبود فضای گسترش و سیل بزرگ باعث شد که شهر و راه آهن تصمیم بگیرند که یک ایستگاه جدید مورد نیاز است.

## نگارخانه

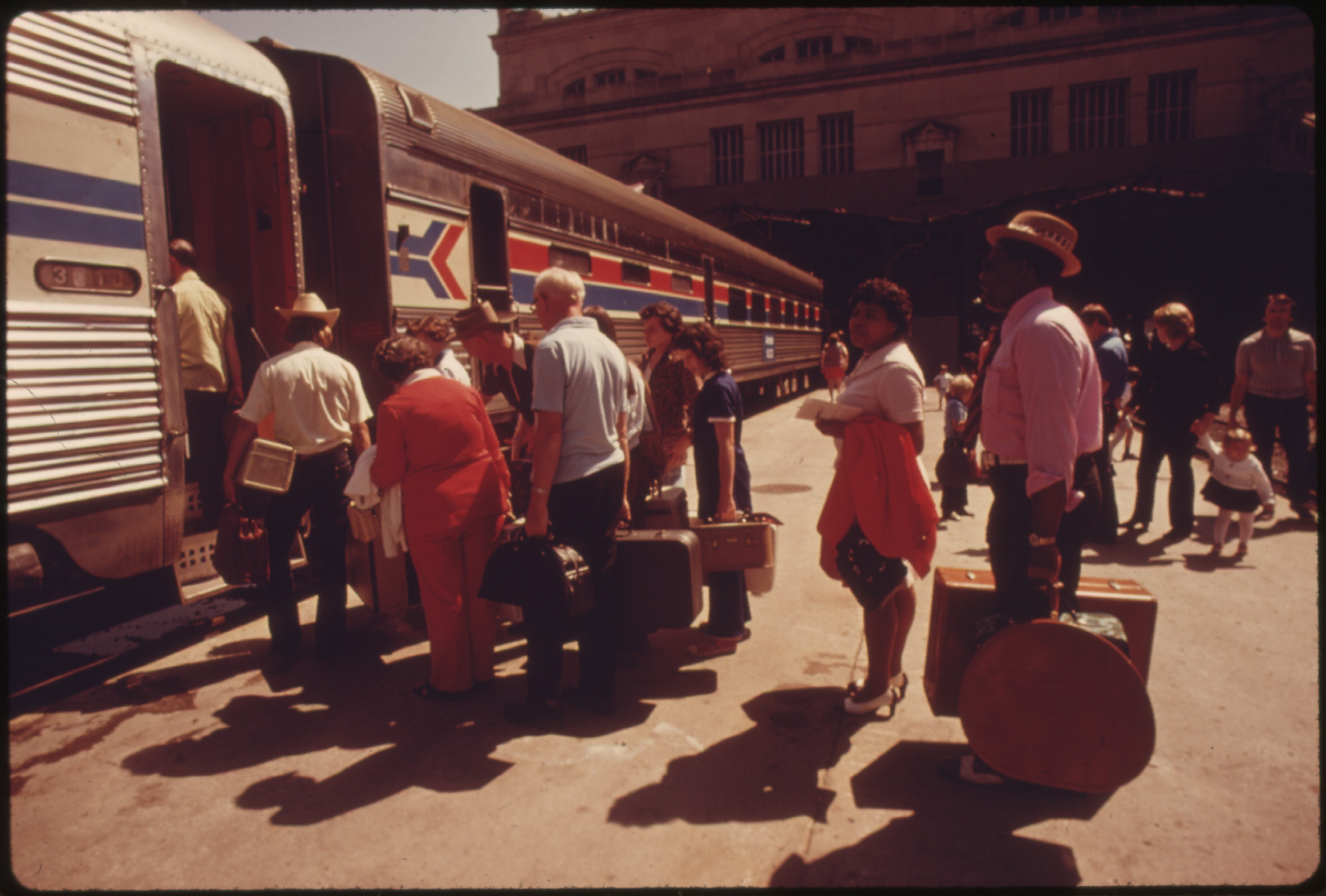
در حال سوار مسافر در سال ۱۹۷۴
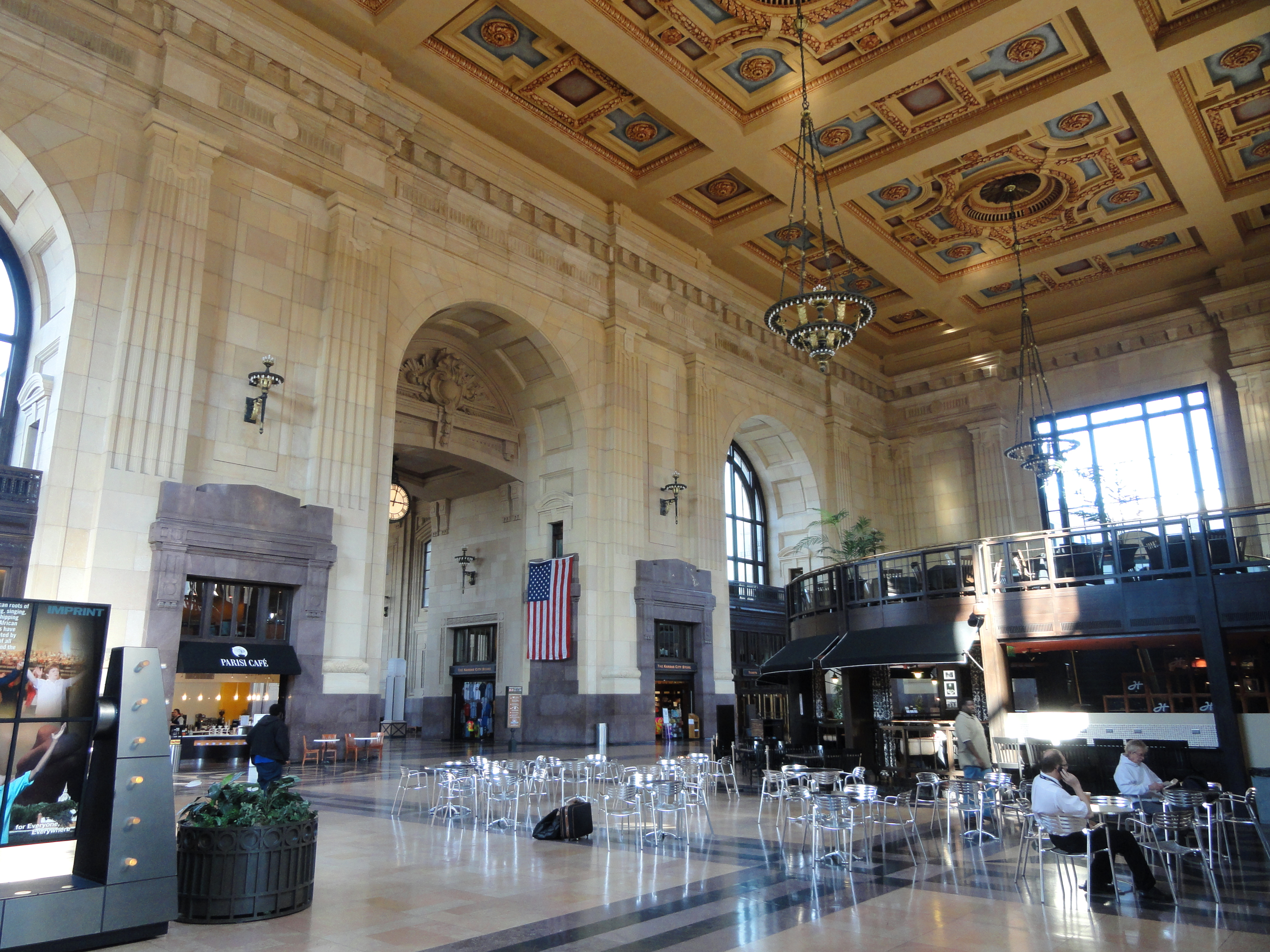
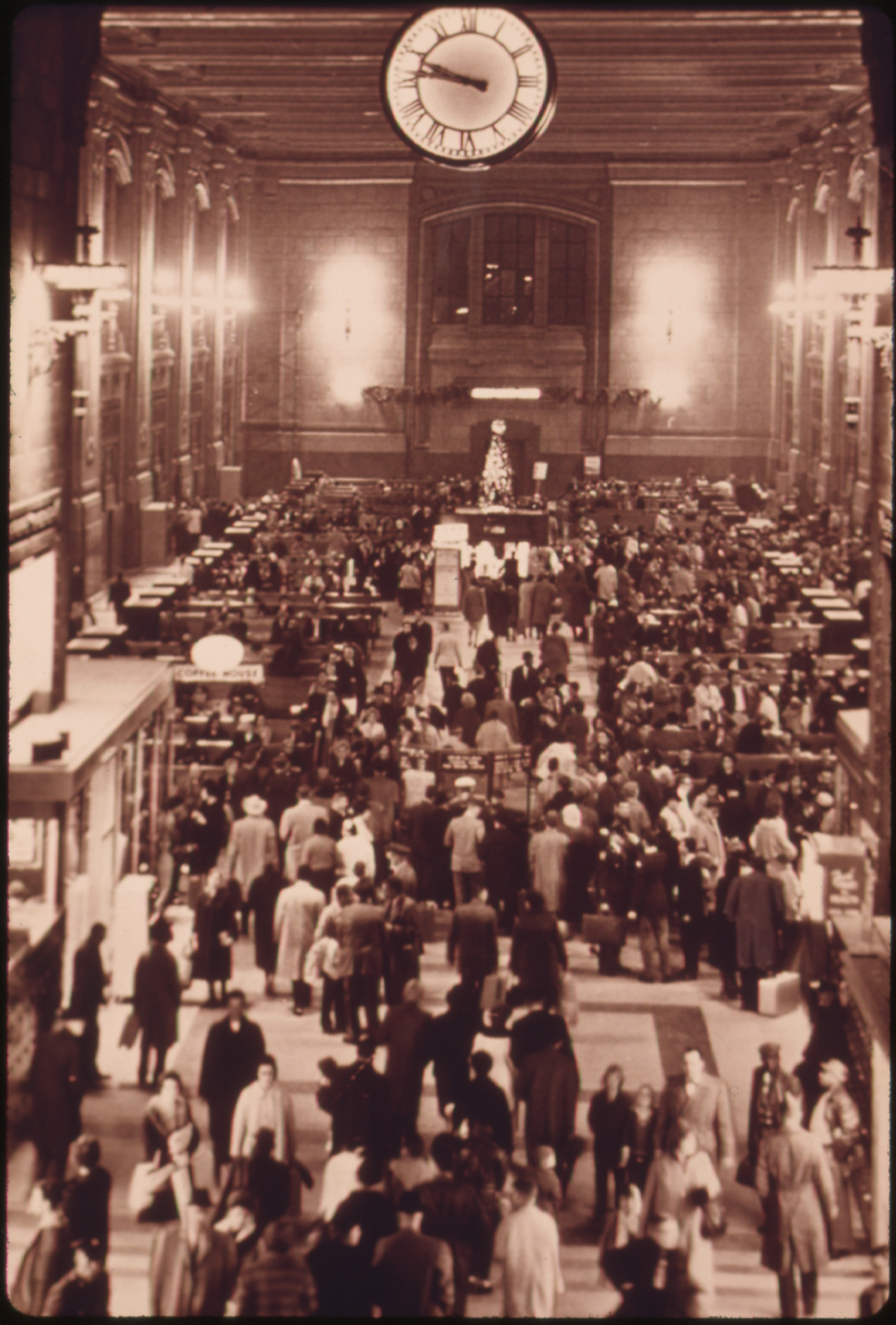
در دهه ۱۹۵۰